# Dolichoderus primitivus
Dolichoderus primitivus é uma espécie de formiga do gênero Dolichoderus.